# بمباران بلگراد (۱۹۴۱)
عملیات کیفر (به آلمانی: Unternehmen Strafgericht) که با عنوان عملیات مجازات نیز شناخته می‌شود، به بمباران شهر بلگراد، پایتخت پادشاهی یوگسلاوی، در آوریل ۱۹۴۱ توسط نیروهای آلمانی گفته می‌شود که به قصد انتقام‌گیری در پی کودتایی که دولت امضاکنندهٔ پیمان سه‌جانبه را سرنگون کرد، صورت گرفت.
بمباران‌ها در نخستین روزهای حمله نیروهای محور به رهبری آلمان به یوگسلاوی در جریان جنگ جهانی دوم رخ دادند. نیروی هوایی سلطنتی یوگسلاوی (VVKJ) تنها ۷۷ هواپیمای جنگنده مدرن در دسترس داشت تا از بلگراد در برابر صدها جنگنده و بمب‌افکن آلمانی که در موج نخست در نخستین ساعات ۶ آوریل صورت گرفت، دفاع کند. سه روز پیش از آن، سرگرد ولادیمیر کرن از VVKJ به نیروهای آلمانی پیوسته و مکان‌های چندین تشکیلات نظامی و نیز کدهای رهگیری نیروی هوایی ارتش سلطنتی را فاش کرده بود.
سه موج دیگر از بمب‌افکن‌ها در ۶ آوریل به بلگراد حمله کرده و در روزهای بعدی حملات بیشتری انجام شدند. این حملات منجر به فلج شدن فرماندهی و کنترل مدنی و نظامی یوگسلاوی، نابودی گسترده زیرساخت‌های بلگراد و تلفات در میان غیرنظامیان شدند. حمله زمینی چند ساعت زودتر آغاز شده بود و حملات هوایی نیز به فرودگاه‌های VVKJ و سایر هدف‌های راهبردی در سراسر یوگسلاوی انجام شدند. از جمله هدف‌های غیرنظامی، که در هنگام بمباران هدف قرار گرفت، می‌توان به باغ وحش بلگراد و کتابخانه ملی صربستان اشاره کرد که با نابودی کامل آن و از میان رفتن صدها هزار کتاب و نسخه خطی همراه شد.
به تلافی حمله به یوگسلاوی، و تسلیم متعاقب آن در ۱۷ آوریل، نیروی هوایی سلطنتی بریتانیا دو حمله بمبارانی در صوفیه، پایتخت پادشاهی بلغارستان انجام داد که هوادار نیروهای محور بود و بعدها در تقسیم یوگسلاوی شرکت داشت. ژنرال الکساندر لور، افسر ارشد لوفت وافه و مسئول بمباران بلگراد، در پایان جنگ توسط یوگسلاوی اسیر، و به جرم جنایات جنگی محکوم و اعدام شد. کرن در سال ۱۹۴۷ به اتهام‌های غیرمرتبط برآمده از جرایم جنگی وی ناشی از خدمات بعدی او به عنوان رئیس نیروی هوایی دولت مستقل کرواسی دستگیر شد. وی برای محاکمه به یوگسلاوی استرداد شد، در همه موارد محکوم و در سال ۱۹۴۸ اعدام شد. در سال ۱۹۹۷، بنای یادبودی در بلگراد نو برای یادمان هوانوردان یوگسلاو که در دفاع از بلگراد کشته شدند، بنا شد. این بمباران در ادبیات و فیلم به نمایش گذاشته شده‌است.

## پیش‌زمینه

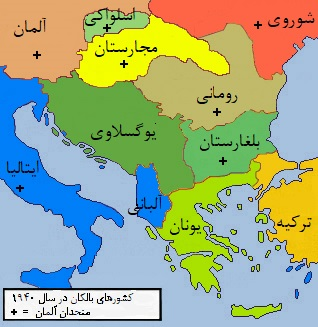

به دنبال آنشلوس اتریش توسط آلمان در سال ۱۹۳۸، پادشاهی یوگسلاوی با رایش سوم مرز مشترک پیدا کرد و فشار سیاسی فزاینده‌ای بر دولت آن به دلیل همسو شدن همسایگان کشور با نیروهای محور وارد شد. در آوریل ۱۹۳۹، یوگسلاوی دومین مرز خود با ایتالیا را پس از حمله ایتالیا به آلبانی بدست آورد. میان سپتامبر و نوامبر ۱۹۴۰، مجارستان به پیمان سه‌جانبه پیوست، ایتالیا به یونان حمله کرد و رومانی نیز به این پیمان پیوست. از آن هنگام به بعد، یوگسلاوی تقریباً به شکل کامل توسط نیروهای محور یا دولت‌های متکی به آن‌ها احاطه شده بود و موضع بی‌طرفانه آن در برابر جنگ تحت فشار سیاسی شدید بود. در ۱۴ فوریه ۱۹۴۱، آدولف هیتلر نخست‌وزیر دراگیشا کوتکوویچ و وزیر امور خارجه الکساندر سینتسار-مارکوویچ را به برشتس‌گادن دعوت کرد و خواستار پیوستن یوگسلاوی به این پیمان شد. در ۱ مارس، بلغارستان به آن پیوست و روز بعد، نیروهای آلمانی از رومانی وارد بلغارستان شدند و حلقه به دور یوگسلاوی را کامل کردند.
در ۴ مارس ۱۹۴۱، هیتلر فشار بیشتری برای پیوستن یوگسلاوی به پیمان در هنگام دیدار شاهزاده پل یوگسلاوی از برشتس‌گادن وارد کرد، اما شاهزاده تصمیم‌گیری را به تأخیر انداخت. در ۶ مارس، نیروی هوایی سلطنتی یوگسلاوی (به صربی: Vazduhoplovstvo Vojske Kraljevine Jugoslavije, VVKJ) پنهانی اقدام به بسیج نیرهوای خود کرد. روز بعد، نیروهای بریتانیایی برای تقویت دفاع کشور در برابر ایتالیایی‌ها، در یونان فرود آمدند. در ۱۲ مارس، VVKJ آغاز به پراکندن نیروهای خود در فرودگاه‌های کمکی کرد. تا ۲۰ مارس، پراکندن نیروهای VVKJ به پایان رسیده بود. هیتلر، با آرزوی تأمین امنیت جناح جنوبی خود و پیش‌بینی حمله قریب‌الوقوع آلمان به اتحاد جماهیر شوروی، خواستار امضای پیمان توسط یوگسلاوی شد. در ۲۵ مارس، دولت یوگسلاوی با این خواسته موافقت کرد. دو روز بعد، گروهی از افسران VVKJ و گارد سلطنتی یوگسلاوی به رهبری سرتیپ بوریووهه میرکویچ، شاهزاده پل را در جریان کودتای یوگسلاوی از قدرت برکنار کردند. وی با برادرزاده ۱۷ ساله خود، پتر، جایگزین شد.

### آماده‌سازی
در روز کودتا، هیتلر رهنمود شماره ۲۵ را صادر کرد که به نوشته آن، کودتا باعث تغییر اوضاع سیاسی در بالکان شده بود. وی دستور داد که «حتی اگر یوگسلاوی همین اکنون نیز اعلامیه وفاداری خود را منتشر کند، می‌بایست آن را به عنوان یک دشمن در نظر گرفت و بنابراین باید در اسرع وقت از میان برود.» هواپیماهای شناسایی آلمان پس از کودتا چندین بار حریم هوایی یوگسلاوی را نقض کردند. جنگنده‌های VVKJ در حالت آماده‌باش دائمی قرار گرفتند. تجاوزهای هوایی از سوی آلمان نشان دادند که شبکه دیده‌بانی زمینی یوگسلاوی و ارتباطات رادیویی پشتیبان ان از عملکرد کافی برخوردار نبودند. هیتلر تصمیم گرفت که بلگراد را به کیفر کودتا، تحت نام رمز «عملیات کیفر» (آلمانی: Unternehmen Strafgericht) بمباران کند. در ۲۷ و ۲۸ مارس ۱۹۴۱، رایخس‌مارشال هرمان گورینگ حدود ۵۰۰ هواپیمای جنگنده و بمب‌افکن را از فرانسه و شمال آلمان به فرودگاه‌های نزدیک مرز یوگسلاوی منتقل کرد. فرمانده لوفت‌فلوته چهارم، ژنرال الکساندر لور، این هواپیماها را به منظور حمله شبانه‌روزی به پایتخت یوگسلاوی اختصاص داد. لور دستور خود برای بمباران را در ۳۱ مارس صادر کرد، اما تصمیم برای بمباران بلگراد تنها پس از ۵ آوریل توسط هیتلر تأیید شد. هیتلر دستور نابودی کامل بلگراد را صادر کرد، اما در آخرین لحظه لور این رهنمودهای کلی را با اهداف ویژه نظامی در درون شهر جایگزین کرد.
در ۳ آوریل، سرگرد ولادیمیر کرن با یک هواپیمای پوتز ۲۵ به گراتس پرواز کرد و به نیروهای آلمانی پیوست. وی مکان بسیاری از فرودگاه‌های پراکنده یوگسلاوی و همچنین کدهای مورد استفاده توسط VVKJ را فاش کرد؛ کدهایی که پس از آن می‌بایست به سرعت تغییر داده می‌شدند. او همچنین مکان مراکز بسیج نیروهای یوگسلاوی و پناهگاه‌های ضد حمله هوایی در بلگراد را فاش کرد. بعد از ظهر ۵ آوریل، یک سرهنگ بریتانیایی به دیدار میرکوویچ در پایگاه VVKJ در زمون رفت و به او اطلاع داد که قرار است حمله به بلگراد در ساعت ۰۶:۳۰ روز بعد آغاز شود. روز پیش از آن، دولت یوگسلاوی بلگراد را به عنوان یک شهر بی‌دفاع اعلام کرده بود. سفارت آلمان به دولت خود اطلاع داده بود که بلگراد فاقد هرگونه دفاع ضدهوایی بود، اما در تلاش برای توجیه حمله به مردم، تبلیغات آلمان پس از پرتاب نخستین بمب‌ها، از شهر به عنوان «دژ بلگراد» یاد کرد.
تا ۶ آوریل، VVKJ تقریباً به شکل کامل بسیج شده بود و متشکل از چهار تیپ هوایی با بیش از ۴۲۳ هواپیما با طراحی یوگسلاوی، آلمانی، ایتالیایی، فرانسوی، چک و بریتانیایی بود که شامل ۱۰۷ جنگنده مدرن و ۱۰۰ بمب‌افکن متوسط مدرن می‌شدند. به غیر از تعداد کمی جنگنده روگوزارسکی آی‌کی-۳ ساخت خود یوگسلاوی، تقریباً همه هواپیماهای مدرن موجود در VVKJ ساخت آلمان، ایتالیا یا بریتانیا بودند و لوازم یدکی و مهمات محدودی برای آن‌ها در دسترس بود. هواپیماهای موجود در سراسر کشور پراکنده شده بودند و تنها تیپ ۱ جنگنده در نزدیکی بلگراد قرار داشت تا بتواند در صورت حمله به پایتخت به آن پاسخ دهد. در مجموع، تیپ ۱ جنگنده، ۵۶ جنگنده مسرشمیت ب‌اف ۱۰۹، ۱۵ هاوکر هاریکن و شش روگوزارسکی آی‌کی-۳ را به میدان جنگ فرستاد.